# Grad Limberk
Grad Limberk ali Grad Lilienberg tudi Lilienberg, Lilienberch, Liligenberc, Liligenberch, Lilinberc, Lilinberch Lindenberch, Leubrch, Limberg, Lilgenberch  je stal na grebenu Limbarske gore v občini Moravče, vzhodno od cerkve sv. Valentina, južno nad dolino Črnega grabna. Grad naj bi razpadel konec 15. stoletja, verjetno pa v velikem potresu leta 1511.

## Zgodovina
Grad Limberk so najkasneje sredi 12. stoletja pozidali vitezi Limbarski. Leta 1156 v listini prvič zasledimo omembo Limbarskega gospoda domino Vitigo de Lilienberch kot priča v menjalni pogodbi, ko sta od cisterijanskega samostana v Vetrinju Alberon iz Gutenberga in njegov sin prejela pet kmetij pri Vipavi za vas Mače pri Preddvoru. Vitigo je moral biti imeniten, saj se je med sedmimi pričami prvi podpisal, pred plemičem iz Kamnika in Vipave. Limbarski graščaki so bili ministeriali – nesvobodni vitezi -  Andeških grofov. Andeški so prejeli ozemlje od gorskih prehodov pri Motniku in Trojanah skoraj do Kokre, Kranja in Smlednika kot dediščino po kranjsko-istrskih mejnih grofih Weimar-Orlamunde. Središče njihove posesti je bilo v Kamniku. Zgodovinarji menijo, da so se tako kot mnoge druge sosednje ministerialne rodovine tudi Limbarski gospodje priselili z Bavarske.
Valvasor v Slavi Vojvodine Kranjske poroča, da naj bi Limbarski gospodje in njihov grad dobili ime po lilijah, ki rastejo po sosednjih hribih in na Limbarski gori.  Že omenjeni Vitigo Limbarski (»Witego de Lileginberch«) je ponovno omenjen kot priča v menjalni pogodbi med leti 1188-1204. Limbarski so verjetno bili tudi ustanovitelji fare v Moravčah, saj so ji dali leta 1286 tudi prvega znanega župnika Witiga de Ligemberch. Leta 1502 srečamo Andreja Limbarskega. Zadnji po imenu znani Limbarski je Jošt. V listinah omenjen leta 1533, ko je od Jakoba Galla dobil desetino na Trojanah. Valvasor piše, da so zadnjega Limbarskega gospoda tega leta 1533 ubili trije kmetje na pokopališču v Mekinjah, in da je s tem njihova rodovina izumrla. 
V Valvasorjevem času so razvaline tega značilnega srednjeveškega gradu pripadale gospodu Gandinu. O propadu gradu Limberk ni pisnih virov, zgodbi o uničenju s strani Turkov verjetno ne gre verjeti, in je bolj verjetna trditev, da je grad močno poškodoval veliki potres leta 1511 in tudi zato so grad gospodje Limbarski opustili in si na bolj pristopnem mestu zgradili grad Belnek (Wildenek).